# Rotterdams Dagblad
Le Rotterdams Dagblad est un quotidien rotterdamois fondé en 1991 et résultant de la fusion des rédactions de Het Vrije Volk et du Rotterdams Nieuwsblad.
Il est absorbé par l'Algemeen Dagblad en 2005.

## Histoire

### Rachat par AD
Dans le but de renforcer sa position de média dominant aux Pays-Bas, le groupe propriétaire de l'Algemeen Dagblad décide en 2004 de racheter sept journaux régionaux, dont le Rotterdams Dagblad. L'association néerlandaise des journalistes perçoit ce projet de rachat comme « une attaque envers la qualité de la presse régionale », qui perd de son indépendance par ces fusions tout en permettant à AD de concurrence De Telegraaf. La rédaction du Rotterdams Dagblad est alors très opposée à cette fusion.
Avec la fusion qui intervient en 2005, le journal devient l'édition régionale d'AD sous le nom de AD Rotterdams Dagblad.

## Annexe